# سيدريك تومسون
سيدريك تومسون (بالإنجليزية: Cedric Thompson)‏ هو لاعب كرة قدم أمريكية أمريكي، ولد في 20 فبراير 1982 في كاليباتريا في الولايات المتحدة.